# 邓嗣禹
邓嗣禹（Têng Ssu-yü，1906年8月12日—1988年4月5日）是美国汉学家、目录学家和印第安纳大学历史学教授。他出生于中国湖南省，1937年移居美国。他的作品有《中国对西方的反应》（China's Response To The West: A Documentary Survey, 1839-1923）。
邓嗣禹于1988年在一场交通事故中被汽车撞倒后，在印第安纳州布卢明顿去世，享寿81岁。